# Гришин, Иван Иванович
Иван Ива́нович Гришин (22 декабря 1926 — неизвестно) — советский футболист, защитник.
Выступал за армейскую команду Киева в первенстве КФК (1949—1951) и классе «Б» (1953—1955). Полуфиналист Кубка СССР 1952 года.